# Michael O’Shaughnessy

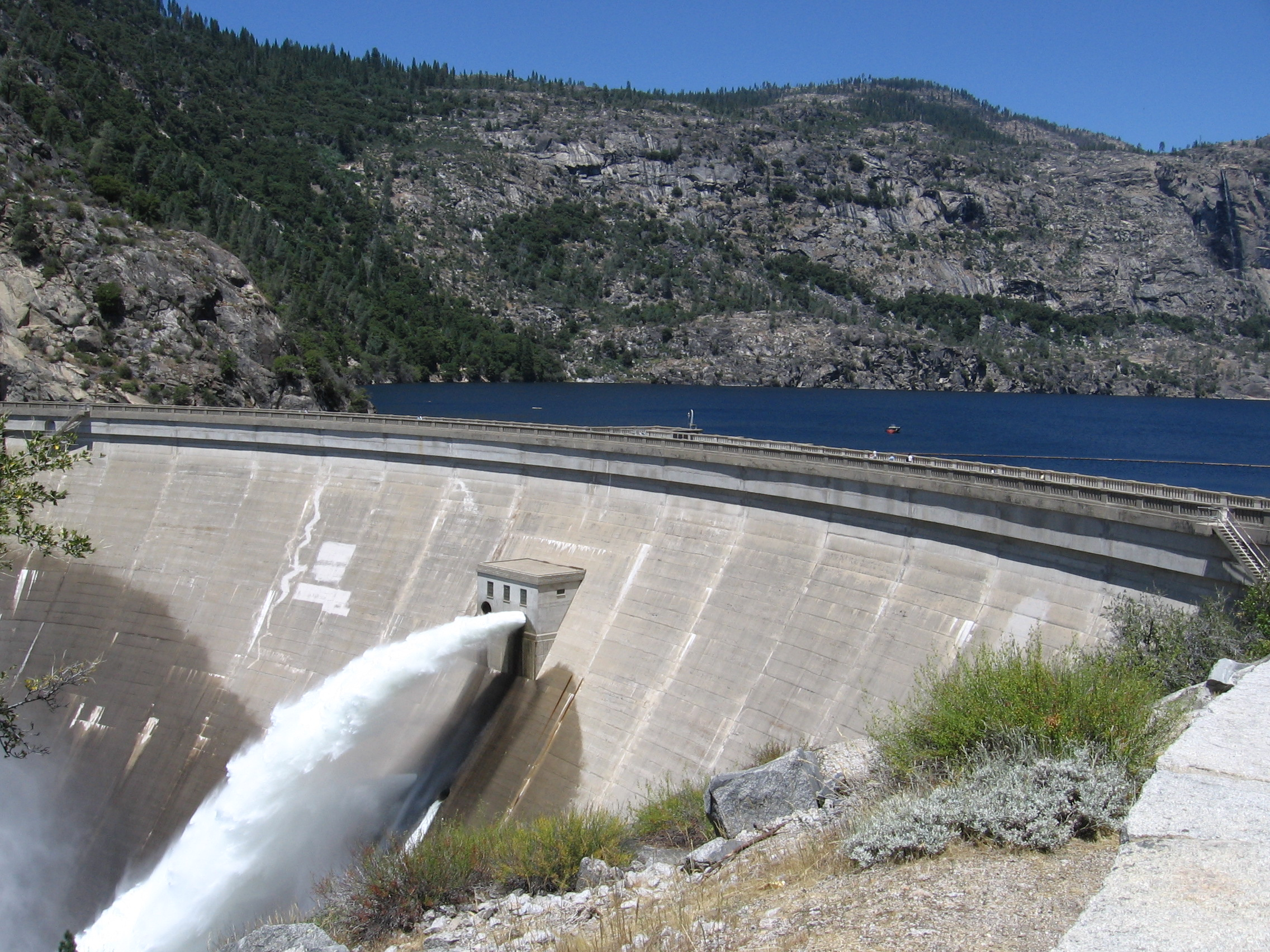
Heutiger Zustand des nach O’Shaughnessy benannten Staudamms im Yosemite-Nationalpark (der Damm wurde 1938 von ursprünglich 69 Metern auf eine Höhe von 95 Meter erweitert). Die Flutung des Hetch Hetchy Valley ist bis heute Gegenstand von Kontroversen.

Michael Maurice O’Shaughnessy (* 28. Mai 1864 in der Grafschaft Limerick, Irland; † 12. Oktober 1934 in San Francisco) war ein irischstämmiger Bauingenieur, der in der ersten Hälfte des 20. Jahrhunderts als Stadtplaner maßgeblichen Einfluss auf die Entwicklung der städtischen Infrastruktur von San Francisco hatte. Sein größtes und zugleich umstrittenstes Projekt war das Hetch Hetchy Reservoir, ein Stausee im Yosemite-Nationalpark, der bis heute Trinkwasser und Elektrizität für die San Francisco Bay Area liefert.

## Leben
O’Shaughnessy wurde im 1864 in Limerick, Irland, geboren.  Im Jahr 1884 schloss er sein Studium der Ingenieurwissenschaften an der Royal University of Dublin ab. Im darauffolgenden Jahr wanderte er in die Vereinigten Staaten aus, wo er zunächst als assistant engineer in Plumas County in der Sierra Nevada am Bau der Sierra Valley und Mohawk Eisenbahn beteiligt war. Anschließend arbeitete er als Landvermesser für die Eisenbahngesellschaft Southern Pacific Railroad.
Im Jahr 1889 eröffnete O’Shaughnessy ein Ingenieurbüro in San Francisco und plante die Städte Mill Valley und Sausalito im heutigen Marin County. Ein Jahr später heiratete er Mary Spottiswood, mit der er insgesamt fünf Kinder hatte. 
In den Jahren 1893 und 1894 war er Chefingenieur der California Midwinter Exposition, einer internationalen Ausstellung auf dem Gelände des heutigen Golden Gate Parks in San Francisco. Nach dem Ende der Ausstellung wurde er Chefingenieur der Mountain Copper Company in Shasta County. Anschließend ging er nach Hawaiʻi, wo er Bewässerungssysteme für die dortigen Zuckerplantagen plante. 
Kurz nach dem verheerenden San-Francisco-Erdbeben von 1906 kehrte O’Shaughnessy nach Kalifornien zurück und wurde zunächst von der Southern California Mountain Water Company als Chefingenieur für die Planung des San Diego Aqueduct eingestellt. Im Jahr 1912 gab er sein eigenes Ingenieurbüro auf und trat als Stadtplaner in die Dienste der Stadt San Francisco. Diese Aufgabe muss ihn besonders fasziniert haben, denn Berichten zufolge erhielt er als Angestellter der Stadt nur einen Bruchteil seiner Einkünfte als eigenständiger Ingenieur.
Um die Wasser- und Stromversorgung von San Francisco sicherzustellen, widmete O’Shaughnessy sich in den letzten zwanzig Jahren seines Lebens seinem größten Projekt, dem Hetch Hetchy Projekt. Unter seiner Anleitung entstand ein Staudamm (heute: O’Shaughnessy Dam) im Hetch Hetchy Valley. Das insgesamt über 100 Millionen Dollar teure Projekt umfasste neben dem Staudamm eine 68 Meilen (rund 109 Kilometer) lange Eisenbahnstrecke, zwei Kraftwerke, Hochspannungsleitungen und ein 150 Meilen langes System von Wasserröhren und -tunneln. Die Anlage des Hetch Hetchy Reservoir im Yosemite-Nationalpark rief dabei Proteste unter frühen Umweltaktivisten wie John Muir hervor.
Im Rahmen seiner Tätigkeit als Stadtplaner von San Francisco schloss O’Shaughnessy Großprojekte wie den Bau von Hochdruck-Wasserleitungen für die Löschwasserversorgung ab und widmete sich neuen Projekten wie der Konstruktion eines 68 Meilen umfassenden Gleissystems für die Straßenbahn von San Francisco, sowie dem Bau von Straßentunneln, Abwasserkanälen, Ufermauern und größeren Straßen.
Die Inbetriebnahme der von ihm geplanten Wasserversorgung erlebte O’Shaughnessy nicht mehr. Sechzehn Tage, bevor das erste Wasser aus dem Hetch Hetchy Reservoir nach San Francisco floss, erlag er einem Herzinfarkt.

## Veröffentlichungen
- The Hetch Hetchy water supply of San Francisco  report of M.M. O'Shaughnessy, city engineer, to the Mayor, the Board of Public Works and the Board of Supervisors of San Francisco. Publisher: The Bureau of Engineering San Francisco Published 1916
- Recommendation of M.M. O'Shaughnessy, City Engineer, on refuse incinerator: pursuant to resolution no. 31,004, new series, of the Board of Supervisors, adopted June 10, 1929, and approved June 13, 1929. Publisher: The Bureau of Engineering San Francisco Published 1929
- Hetch Hetchy water supply. Bureau of Engineering of the Department of Public Works, City and County of San Francisco, California.  Publisher: James H. Barry Co. San Francisco, Calif. Published 1925
- The Hetch Hetchy water supply and power project of San Francisco. Published 1931
- Report on rapid transit plans for the City of San Francisco with special consideration to a subway under Market Street . Publisher: Dept. of Public Works, Bureau of Engineering San Francisco, Calif. Published 1931
- Hetch Hetchy project. Published 1931
- Hetch Hetchy; its origin and history. Published 1934